# Gora Ukrytaja
Gora Ukrytaja är ett berg i Antarktis. Det ligger i Östantarktis. Australien gör anspråk på området. Toppen på Gora Ukrytaja är 1 978 meter över havet.
Terrängen runt Gora Ukrytaja är lite kuperad. Trakten är obefolkad. Det finns inga samhällen i närheten.